# Algemene Nederlandse Bond van Bierhandelaren en Mineraalwaterfabrikanten

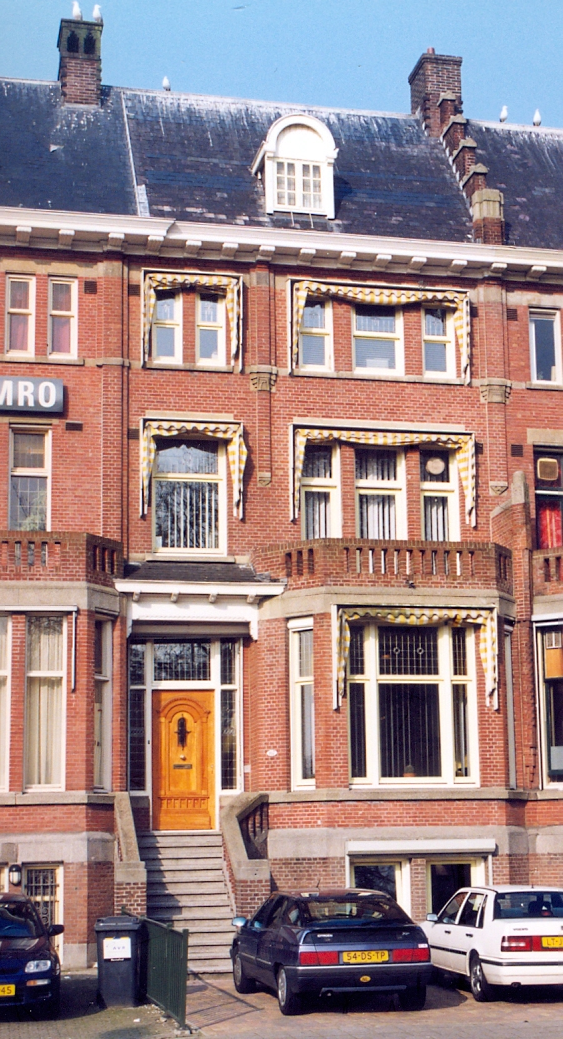
Het pand Heemraadssingel 159 te Rotterdam, hier op een foto uit 2000, deed van 1946 tot 2008 dienst als kantoor van de BBM.

De Algemene Nederlandse Bond van Bierhandelaren en Mineraalwaterfabrikanten (BBM) was een Nederlandse brancheorganisatie. De organisatie werd per 1 januari 1993 opgeheven.

## Oprichting

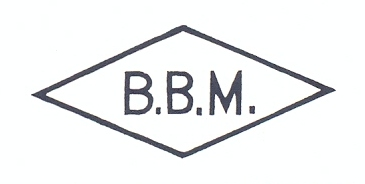
BBM-logo (1934-1968).

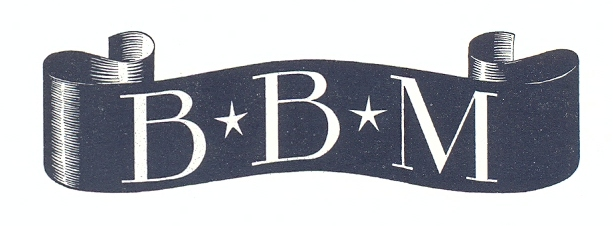
Alternatief BBM-logo (1941-1943).

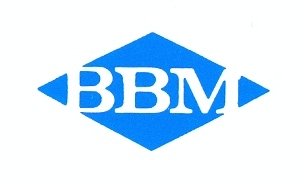
BBM-logo (1968-2008).

De BBM werd op 29 maart 1933 opgericht als reactie op het wetsontwerp tot heffing van een weeldeverteringsbelasting van Minister van Financiën Dirk Jan de Geer. Het voornemen om ook mineraalwaters en limonadegazeuses onder het zogenaamde weeldetarief van de omzetbelasting te scharen, deed de producenten van deze dranken besluiten een landelijke brancheorganisatie op te richten teneinde een krachtig en eendrachtig protest te kunnen laten horen tegen de plannen van De Geer. Een eerdere landelijke bond was in 1926 ter ziele gegaan en sindsdien waren alleen op regionaal en lokaal niveau enkele brancheverenigingen actief. In oktober 1934, anderhalf jaar na oprichting, telde de BBM reeds 778 leden. Dat De Geers opvolger als Minister van Financiën, Pieter Oud, mineraalwaters en limonadegazeuses besloot te schrappen van de lijst van weelde-artikelen, leek te onderstrepen dat een landelijke bond inderdaad zinvol was. Van aanvang af rekende de BBM ook de groothandel in bier tot haar werkterrein, daar de meeste fabrikanten van limonadegazeuses tevens agent waren van een brouwerij. Als branchevereniging van de brouwerijagenten (biergroothandels) ontpopte de BBM zich als een belangrijk tegenspeler van de Bond van Nederlandse Brouwerijen (BNB) en het later mede daaruit voortgekomen Centraal Brouwerij Kantoor (CBK).

## Secties en kringen
Na de Tweede Wereldoorlog vond in Nederland een geleidelijke ontvlechting plaats van biergroothandels- en frisdrankproductieactiviteiten. Binnen de BBM leidde dit proces tot de oprichting in 1956 van aparte 'secties' voor frisdrankproductiebedrijven, biergroothandelsbedrijven en gemengde bedrijven. De laatste gemengde bedrijven verdwenen medio jaren zeventig van het toneel. In 1976 moderniseerde de BBM haar naam in Algemene Nederlandse Bond van Frisdrankenfabrikanten en Groothandelaren in Dranken. De vertrouwde afkorting BBM werd echter gehandhaafd. Frisdrankproductiebedrijven en drankengroothandelsbedrijven opereerden vanaf 1976 in tamelijk autonome 'kringen'. Gaandeweg drong de vraag zich op of de Kring Fabrikanten en de Kring Groothandel niet veel slagvaardiger konden opereren als zelfstandige verenigingen.

## Splitsing
In 1992 werd besloten de BBM te splitsen in de Vereniging Nederlandse Frisdranken Industrie (NFI) en de Vereniging van de Nederlandse Groothandel in Dranken en Horecabenodigdheden (GDH). Per 1 januari 1993 hield de Algemene Nederlandse Bond van Frisdrankenfabrikanten en Groothandelaren in Dranken (BBM) op te bestaan. Op diezelfde dag ving de Stichting BBM haar werkzaamheden aan. In deze stichting werden personeel, gebouw en inventaris van de oude BBM ondergebracht. De Stichting BBM fungeerde sindsdien als secretariaatsbureau van de verenigingen NFI en GDH. Hoewel er een historische verbondenheid bestond met NFI en GDH, voerde de Stichting BBM ook het secretariaat van een aantal andere organisaties, waaronder dat van de Vereniging van Nederlandse Groothandelaren in Gedistilleerd en Likeuren (GROHAD) en de Nederlandse Vereniging van Siropenfabrikanten (NVS). Tevens voerde de Stichting BBM het secretariaat van het Bedrijfschap Frisdranken en Waters (BFW), een publiekrechtelijke bedrijfsorganisatie.

## Opheffing
Medio 2008 werd de Stichting BBM opgeheven. De werkzaamheden van de Stichting BBM werden grotendeels voortgezet door de nieuw opgerichte Stichting Dranken Nederland (SDN). Bij laatstgenoemde stichting, die gevestigd is te Den Haag, werden onder andere de secretariaten ondergebracht van het Centraal Brouwerij Kantoor (CBK), de Nederlandse vereniging Frisdranken, Waters, Sappen (FWS), de Nederlandse Vereniging van Siropenfabrikanten (NVS) en de Vereniging van de Nederlandse Groothandel in Dranken en Horecabenodigdheden (GDH). De NVS hield per 1 juli 2009 op te bestaan als afzonderlijke brancheorganisatie. Onder de paraplu van de FWS kwam per diezelfde datum een Sectie Siropen tot stand. Het CBK opereert vanaf 1 juli 2010 onder de naam vereniging Nederlandse Brouwers.

## Secretariaat
Het kantoor/secretariaatsbureau van de BBM is altijd gevestigd geweest te Rotterdam. Van 1933 tot 1940 was het secretariaat van de BBM gevestigd in het pand Haringvliet 87, dat eigendom was van de N.V. Handelmaatschappij v/h J.A. van Olffen. Nadat dit pand bij het Duitse bombardement op 14 mei 1940 was verwoest, vond het secretariaat onderdak in de woning van de toenmalige secretaris Cornelis Rijks aan de Voorschoterlaan 100. Van 1943 tot 1946 huurde de BBM kantoorruimte aan de Parklaan 36. In augustus 1946 werd het pand Heemraadssingel 159 gekocht. Dit pand heeft tot juli 2008 dienstgedaan als kantoor van de Stichting BBM.

## Collectieve reclame

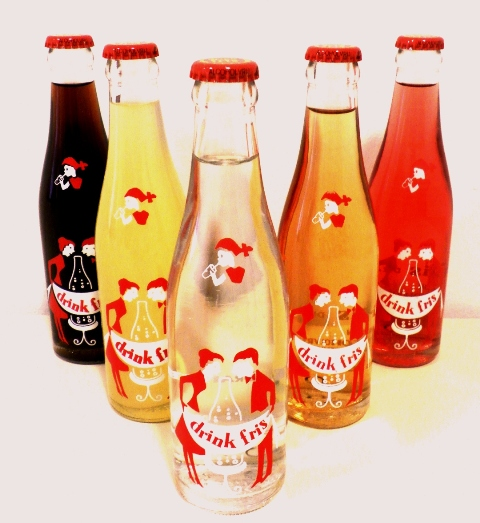
Drink Fris-flesjes, 1956.

In de periode 1953-1958 werd onder auspiciën van de BBM een collectieve reclamecampagne voor frisdranken gehouden. Het woord frisdranken bestond overigens aanvankelijk nog niet. Vandaar dat de campagne in eerste instantie gevoerd werd onder de leus Drink limonade (1953). Omdat limonade echter ook zou kunnen verwijzen naar limonadesiroop, werd deze leus is 1954 veranderd in Drink limonadegazeuse. Maar ook dat was geen gelukkige keuze omdat de producenten van coladranken en vruchtenlimonades (zoals sinas en cassis) zich niet in de productomschrijving limonadegazeuse herkenden. Vanaf 1956 werd de campagne, onder auspiciën van de hiertoe opgerichte Stichting Collectieve Reclamecampagne BBM, veel ambitieuzer opgezet. Onder de leus Drink fris! werd getracht de begrippen fris-drinken en fris-drank in te laten burgeren. De bedenker van beide woorden was Dick Schiferli (1912-2000) van Smit's Reclame-, Advies- en Servicebureau N.V. (Amsterdam). Het begrip frisdrank bleek inderdaad te voorzien in een behoefte en drong al snel door tot alle Nederlandse woordenboeken als verzamelnaam voor een hele reeks van koolzuurhoudende (en later ook koolzuurvrije) alcoholvrije dranken.

## Voorzitters van de BBM
- 1933-1945 W.J.F. (Willem) van Erp
- 1945-1956 R.D. (Rein) van Zwieten
- 1956-1963 Mr. C.J.G. (Kees) Becht
- 1963-1977 Albert Prins
- 1977-1992 H.J.L. (Henk) Vonhoff

## Secretarissen van de BBM
- 1933-1960 Cornelis Rijks
- 1960-1990 Drs. C.J. (Kees) Kievit
- 1990-1992 Drs. J.J. (Jouke) Schat